# Feedback Is Payback
| 전문가 평가 | 전문가 평가 |
| 평가 점수   | 평가 점수   |
| 출처        | 점수        |
| ----------- | ----------- |
| Allmusic    | [ 1 ]       |

《Feedback Is Payback》은 미국의 펑크 록 밴드 1208의 첫 정규 음반이다. 2002년 2월 12일 에피타프 레코드를 통하여 발매되었다. 펑크 밴드 페니와이즈의 플레처 드래그가 공동 프로듀서로 참여하였다.

## 트랙 리스트
- 모든 노래는 1208이 작곡하였다.

1. "1988" – 3:28
2. "Lies That Lie" – 2:33
3. "Just Anyone" – 2:46
4. "Outside Looking In" – 2:46
5. "Scared Away" – 3:08
6. "Erase 'em All" – 2:45
7. "Pick Your Poison" – 3:18
8. "Jimmy" – 2:54
9. "Lightshow" – 2:22
10. "Retire" – 2:22
11. "Slowburn" – 3:14
12. "What I Saw" – 2:40
13. "Speak Easy" – 2:29
14. "Obstructure" – 2:51

## 크레딧
- 알렉스 - 보컬, 기타
- 네쇼운 - 기타
- 브라이언 - 베이스
- 매니 - 드럼
- 미국 캘리포니아주 리돈도 비치 스탈 #2에서 녹음
- 대리언 런달과 플레처 드래그 - 프로듀싱, 믹싱
- 대리언 런달 - 엔지니어링
- 진 그리말디 - 마스터링